# 성남시의 행정 구역

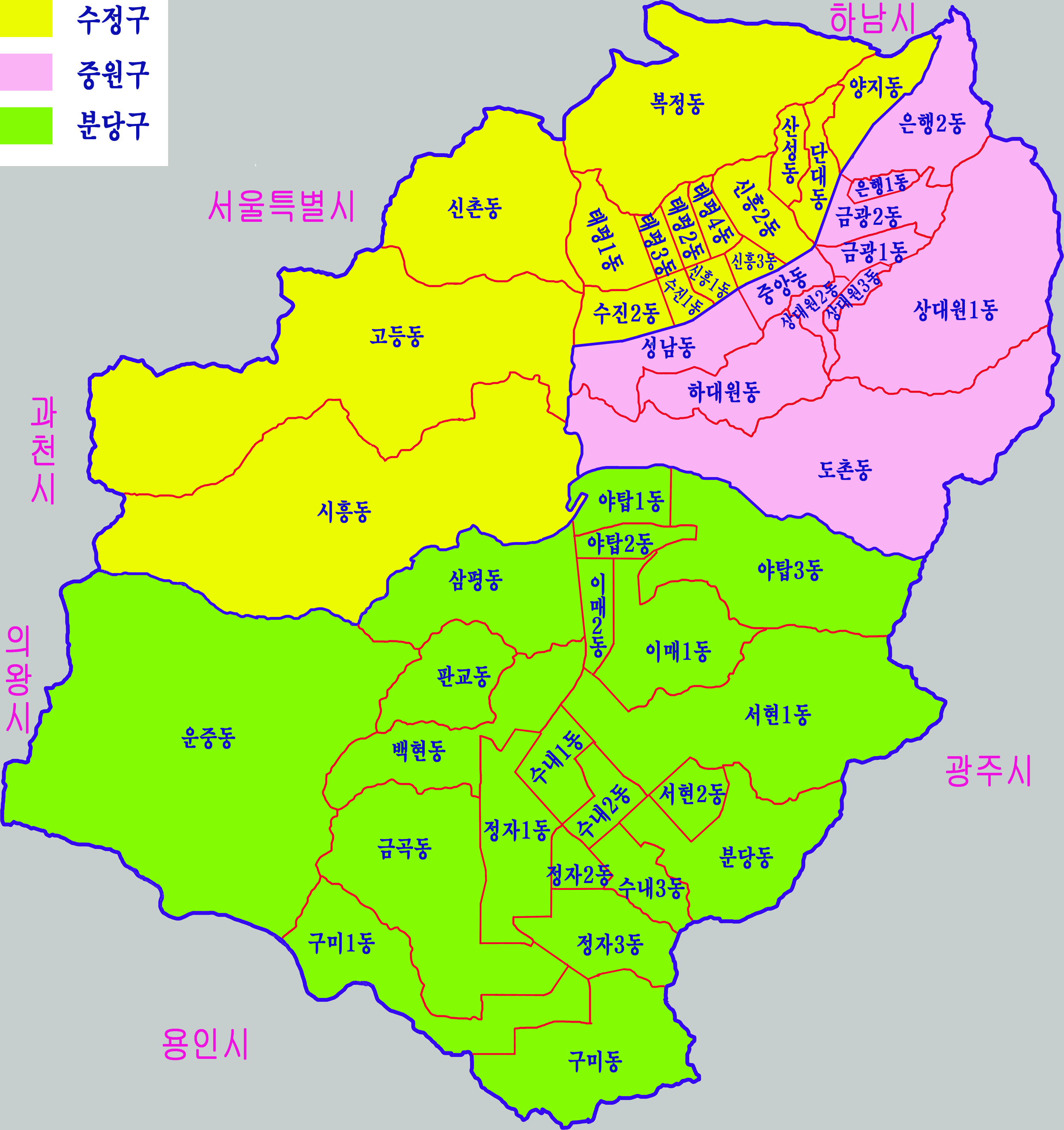
성남시 행정구역

성남시의 행정 구역은 수정구(16동), 중원구(11동), 분당구(21동)으로 구분되며, 면적은 성남시가 141.70 km2, 수정구가 46.00 km2, 그리고 중원구 26.39 km2, 분당구 69.43 km2이다. 인구는 2012.3.31 현재 383,892 세대, 978,796명이며, 이 중 분당구가 가장 많은 177,063 세대 489,419명이고, 중원구가 103,670 세대, 254,732명, 수정구는 103,159 세대, 234,645명이다.

## 행정 구역

### 수정구
| 행정동  | 한자    | 세대    | 인구    | 면적  |
| ------- | ------- | ------- | ------- | ----- |
| 신흥1동 | 新興1洞 | 8,019   | 16,142  | 0.39  |
| 신흥2동 | 新興2洞 | 12,306  | 31,848  | 1.02  |
| 신흥3동 | 新興3洞 | 6,053   | 12,213  | 3     |
| 태평1동 | 太平1洞 | 9,121   | 18,830  | 1.42  |
| 태평2동 | 太平2洞 | 8,577   | 20,272  | 0.45  |
| 태평3동 | 太平3洞 | 7,013   | 16,729  | 0.34  |
| 태평4동 | 太平4洞 | 7,224   | 17,282  | 0.57  |
| 수진1동 | 壽進1洞 | 8,044   | 16,628  | 0.39  |
| 수진2동 | 壽進2洞 | 8,287   | 20,237  | 0.86  |
| 단대동  | 丹垈洞  | 5,459   | 13,602  | 0.8   |
| 산성동  | 山城洞  | 7,063   | 16,448  | 0.59  |
| 양지동  | 陽地洞  | 4,497   | 11,437  | 1.26  |
| 복정동  | 福井洞  | 7,507   | 13,558  | 6.79  |
| 위례동  | 慰禮洞  | 17,978  | 25,383  | 3.19  |
| 신촌동  | 新村洞  | 1,308   | 3,317   | 5.01  |
| 고등동  | 高等洞  | 1,302   | 2,756   | 12.44 |
| 시흥동  | 始興洞  | 1,379   | 3,346   | 13.05 |
| 수정구  | 壽井區  | 103,159 | 234,645 | 48.38 |

| 행정동  | 법정동                                         |
| ------- | ---------------------------------------------- |
| 신흥1동 | 신흥동(新興洞)                                 |
| 신흥2동 | 신흥동(新興洞)                                 |
| 신흥3동 | 신흥동(新興洞)                                 |
| 태평1동 | 태평동(太平洞)                                 |
| 태평2동 | 태평동(太平洞)                                 |
| 태평3동 | 태평동(太平洞)                                 |
| 태평4동 | 태평동(太平洞)                                 |
| 수진1동 | 수진동(壽進洞)                                 |
| 수진2동 | 수진동(壽進洞)                                 |
| 단대동  | 단대동(丹垈洞)                                 |
| 산성동  | 산성동(山城洞)                                 |
| 양지동  | 양지동(陽地洞)                                 |
| 복정동  | 복정동(福井洞)                                 |
| 위례동  | 창곡동(倉谷洞)                                 |
| 신촌동  | 신촌동(新村洞), 오야동(梧野洞), 심곡동(深谷洞) |
| 고등동  | 고등동(高登洞), 상적동(上笛洞), 둔전동(屯田洞) |
| 시흥동  | 시흥동(始興洞), 금토동(金土洞), 사송동(沙松洞) |

### 중원구
| 행정동    | 한자      | 세대    | 인구    | 면적  |
| --------- | --------- | ------- | ------- | ----- |
| 성남동    | 城南洞    | 14,335  | 32,335  | 1.99  |
| 중앙동    | 中央洞    | 9,081   | 18,390  | 0.68  |
| 금광1동   | 金光1洞   | 10,205  | 24,670  | 0.72  |
| 금광2동   | 金光2洞   | 12,302  | 30,422  | 1.01  |
| 은행1동   | 銀杏1洞   | 4,901   | 13,484  | 0.21  |
| 은행2동   | 銀杏2洞   | 11,797  | 30,147  | 2.54  |
| 상대원1동 | 上大院1洞 | 12,489  | 31,244  | 6.79  |
| 상대원2동 | 上大院2洞 | 8,084   | 18,298  | 0.54  |
| 상대원3동 | 上大院3洞 | 6,841   | 16,140  | 0.31  |
| 하대원동  | 下大院洞  | 7,886   | 23,359  | 12    |
| 도촌동    | 島村洞    | 5,749   | 16,243  | 9.35  |
| 중원구    | 中院區    | 103,670 | 254,732 | 36.14 |

| 행정동    | 법정동                                         |
| --------- | ---------------------------------------------- |
| 성남동    | 성남동(城南洞)                                 |
| 중앙동    | 중앙동(中央洞)                                 |
| 금광1동   | 금광동(金光洞)                                 |
| 금광2동   | 금광동(金光洞)                                 |
| 은행1동   | 은행동(銀杏洞)                                 |
| 은행2동   | 은행동(銀杏洞)                                 |
| 상대원1동 | 상대원동(上大院洞)                             |
| 상대원2동 | 상대원동(上大院洞)                             |
| 상대원3동 | 상대원동(上大院洞)                             |
| 하대원동  | 하대원동(下大院洞)                             |
| 도촌동    | 도촌동(島村洞), 여수동(麗水洞), 갈현동(葛峴洞) |

### 분당구
| 행정동  | 한자    | 세대    | 인구    | 면적  |
| ------- | ------- | ------- | ------- | ----- |
| 분당동  | 盆唐洞  | 10,357  | 29,066  | 3.4   |
| 수내1동 | 藪內1洞 | 7,212   | 17,922  | 1.03  |
| 수내2동 | 藪內2洞 | 3,423   | 11,370  | 0.81  |
| 수내3동 | 藪內3洞 | 5,362   | 15,769  | 1.08  |
| 정자동  | 亭子洞  | -       | 18,411  | 1.0   |
| 정자1동 | 亭子1洞 | -       | 30,144  | 1.45  |
| 정자2동 | 亭子2洞 | 7,826   | 18,601  | 0.54  |
| 정자3동 | 亭子3洞 | 6,185   | 17,304  | 1.92  |
| 서현1동 | 書峴1洞 | 11,989  | 32,676  | 7.57  |
| 서현2동 | 書峴1洞 | 7,016   | 20,621  | 0.79  |
| 이매1동 | 二梅1洞 | 9,435   | 28,108  | 2.9   |
| 이매2동 | 二梅2洞 | 4,849   | 15,214  | 0.68  |
| 야탑1동 | 野塔1洞 | 7,373   | 19,084  | 1.16  |
| 야탑2동 | 野塔2洞 | 6,411   | 18,474  | 0.64  |
| 야탑3동 | 野塔3洞 | 12,962  | 33,450  | 5.08  |
| 금곡동  | 金谷洞  | 11,470  | 29,917  | 5.76  |
| 구미동  | 九美洞  | 12,899  | 33,957  | 4.77  |
| 구미1동 | 九美1洞 | 6,913   | 18,844  | 3.55  |
| 판교동  | 板橋洞  | 7,055   | 21,396  | 1.95  |
| 삼평동  | 三坪洞  | 7,817   | 24,657  | 3.33  |
| 백현동  | 柏峴洞  | 4,578   | 14,580  | 1.94  |
| 운중동  | 雲中洞  | 6,873   | 19,000  | 18.11 |
| 분당구  | 盆唐區  | 177,063 | 489,419 | 69.41 |

| 행정동  | 법정동                                                             |
| ------- | ------------------------------------------------------------------ |
| 분당동  | 분당동(盆唐洞)                                                     |
| 수내1동 | 수내동(藪內洞)                                                     |
| 수내2동 | 수내동(藪內洞)                                                     |
| 수내3동 | 수내동(藪內洞)                                                     |
| 정자동  | 정자동(亭子洞)                                                     |
| 정자1동 | 정자동(亭子洞)                                                     |
| 정자2동 | 정자동(亭子洞)                                                     |
| 정자3동 | 정자동(亭子洞)                                                     |
| 서현1동 | 서현동(書峴洞) (일부), 율동(栗洞)                                  |
| 서현2동 | 서현동(書峴洞) (일부)                                              |
| 이매1동 | 이매동(二梅洞)                                                     |
| 이매2동 | 이매동(二梅洞)                                                     |
| 야탑1동 | 야탑동(野塔洞)                                                     |
| 야탑2동 | 야탑동(野塔洞)                                                     |
| 야탑3동 | 야탑동(野塔洞)                                                     |
| 금곡동  | 금곡동(金谷洞), 궁내동(宮內洞)                                     |
| 구미동  | 구미동(九美洞) (일부)                                              |
| 구미1동 | 구미동(九美洞) (일부), 동원동(東遠洞)                              |
| 판교동  | 판교동(板橋洞), 백현동(柏峴洞) (일부)                              |
| 삼평동  | 삼평동(三坪洞)                                                     |
| 백현동  | 백현동(柏峴洞) (일부)                                              |
| 운중동  | 운중동(雲中洞), 대장동(大庄洞), 석운동(石雲洞), 하산운동(下山雲洞) |

## 역사
- 1973년 7월 1일 광주군 대왕면 일원, 낙생면 일원, 돌마면 일원, 중부면 단대리·상대원리·탄리·수진리·복정리·창곡리를 관할로 성남시가 설치되었다.[2] 아울러 대왕출장소와 낙생출장소를 설치하고[3] 행정동을 구성했다.[4]

| 법률 제2597호, 성남시조례 제70호               |                 |                                  |
| 기존                                           | 성남시 설치 후  | 성남시 설치 후                   |
| 기존                                           | 행정구역        | 법정구역                         |
| 광주군 중부면 탄리                             | 성남시 신흥동   | 신흥동                           |
| 광주군 중부면 탄리                             | 성남시 태평동   | 태평동                           |
| 광주군 중부면 탄리                             | 성남시 성남동   | 성남동                           |
| 광주군 중부면 탄리                             | 성남시 중동     | 중동                             |
| 광주군 중부면 수진리                           | 성남시 수진동   | 수진동                           |
| 광주군 중부면 단대리                           | 성남시 단대동   | 단대동                           |
| 광주군 중부면 단대리                           | 성남시 은행동   | 은행동                           |
| 광주군 중부면 상대원리                         | 성남시 상대원동 | 상대원동                         |
| 광주군 중부면 복정리·창곡리                    | 성남시 복정동   | 복정동·창곡동                    |
| 광주군 돌마면 여수리·도촌리·갈현리·하대원리    | 성남시 여수동   | 여수동·도촌동·갈현동·하대원동    |
| 광주군 돌마면 분당리·수내리·정자리·율리·서현리 | 성남시 분당동   | 분당동·수내동·정자동·율동·서현동 |
| 광주군 돌마면 이매리·야탑리                    | 성남시 이매동   | 이매동·야탑동                    |
| 광주군 대왕면 신촌리·오야리·심곡리             | 성남시 신촌동   | 신촌동·오야동·심곡동             |
| 광주군 대왕면 고등리·상적리·둔전리             | 성남시 고등동   | 고등동·상적동·둔전동             |
| 광주군 대왕면 시흥리·금토리·사송리             | 성남시 시흥동   | 시흥동·금토동·사송동             |
| 광주군 낙생면 판교리·삼평리·백현리             | 성남시 판교동   | 판교동·삼평동·백현동             |
| 광주군 낙생면 금곡리·궁내리·동원리·구미리      | 성남시 금곡동   | 금곡동·궁내동·동원동·구미동      |
| 광주군 낙생면 운중리·대장리·석운리·하산운리    | 성남시 운중동   | 운중동·대장동·석운동·하산운동    |
- 1975년 3월 17일 돌마출장소를 설치했다.[5]
- 1975년 10월 1일 신흥동을 신흥1동·신흥2동으로, 태평동을 태평1동·태평2동으로 분동했다.[6]
- 1976년 10월 1일 수진동을 수진1동·수진2동으로, 단대동을 단대1동·단대2동으로 분동했다.[7]
- 1979년 1월 1일 상대원동을 상대원1동·상대원2동으로 분동했다.[8]
- 1979년 9월 15일 은행동을 은행1동·은행2동으로 분동했다.[9]
- 1980년 9월 1일 신흥2동에서 신흥3동을, 태평1동에서 태평3동을, 단대2동에서 단대3동을, 상대원1동에서 상대원3동을 분동했다.[10]
- 1983년 10월 1일 단대1동에서 단대4동을 분동하였다.[11]
- 1988년 7월 1일 대왕출장소·낙생출장소·돌마출장소를 폐지하고, 수정출장소·중원출장소를 설치하였으며, 은행2동에서 은행3동을 분동하였다.[12]
- 1989년 5월 1일 수정출장소·중원출장소를 수정구·중원구로 전환하였다.[13]

- 1991년 7월 1일 분당출장소를 설치하였다.[14]
- 1991년 9월 17일 분당출장소를 분당구로 전환하였다.[15]